# Melvin van Zijl
Melvin van Zijl (10 december 1991) is een Nederlands baan- en wegwielrenner die anno 2020 rijdt voor de Nederlandse wielerploeg Vlasman Cycling Team. In 2014 en 2015 was hij bij Team 3M ploeggenoot van zijn jongere broer Dylan.
Van Zijl won de scratch en de koppelkoers tijdens de Nederlandse kampioenschappen baanwielrennen in 2016. Hij heeft deelgenomen aan verschillende Zesdaagse waaronder de Zesdaagse van Vlaanderen-Gent, Zesdaagse van Rotterdam en de Zesdaagse van Berlijn, maar hij wist nooit een zesdaagse te winnen. In 2017 maakte Van Zijl de overstap van Team 3M naar Vlasman Cycling Team, dat toen nog een clubteam was en een jaar later een continentale licentie aanvroeg.

## Palmares
| Jaar | NK                                         | EK | WK | Overig |
| ---- | ------------------------------------------ | -- | -- | ------ |
| 2013 | koppelkoers, 50km                          |    |    |        |
| 2014 | puntenkoers, koppelkoers                   |    |    |        |
| 2015 | koppelkoers                                |    |    |        |
| 2016 | koppelkoers, scratch · omnium, puntenkoers |    |    |        |
| 2017 |                                            |    |    |        |
| 2018 | omnium, puntenkoers                        |    |    |        |
| 2019 |                                            |    |    |        |

## Ploegen
- 2014 –  Team 3M
- 2015 –  Team 3M
- 2016 –  Team 3M
- 2018 –  Vlasman Cycling Team
- 2019 –  Vlasman Cycling Team
- 2020 –  Vlasman Cycling Team

De Vos · de Man · Devriendt · Druyts · Franckaert · Janssens · Juodvalkis · Pot · Schuermans · Segers · Sleurs · Stevens · Van Hoovels · M.van Zijl · D.van Zijl · Van Zummeren · Vandenbogaerde · Vanspeybroeck · Vermeulen · Vingerling · Gough (stagiair)
Beukeboom · J. Bovenhuis · R. Bovenhuis · van der Burg · van den Dool · Duvigneau · Havik · Kooijman · Ottevanger · Stroetinga · Wennekes · van Zijl